# Segling vid olympiska sommarspelen 1984
De olympiska tävlingarna i segling 1984 avgjordes mellan den 31 juli och 8 augusti. Totalt deltog 300 tävlande, 298 män och två kvinnor, från 60 länder i tävlingarna.
Seglingstävlingarna arrangerades vid Long Beach Marina i Long Beach strax utanför Los Angeles. Anläggningen byggdes speciellt för de olympiska spelen.

## Båtklasser
Det tävlades i sju klasser, sex öppna och en för män. De sex öppna klasserna var samma som det hade tävlats i år 1980. Den nya klassen var en vindsurfingtävling där deltagarna tävlade på brädor av modellen Windglider.

Windglider - Finnjolle - 470 - Flying Dutchman - Tornado - Starbåt - Soling

## Medaljtabell

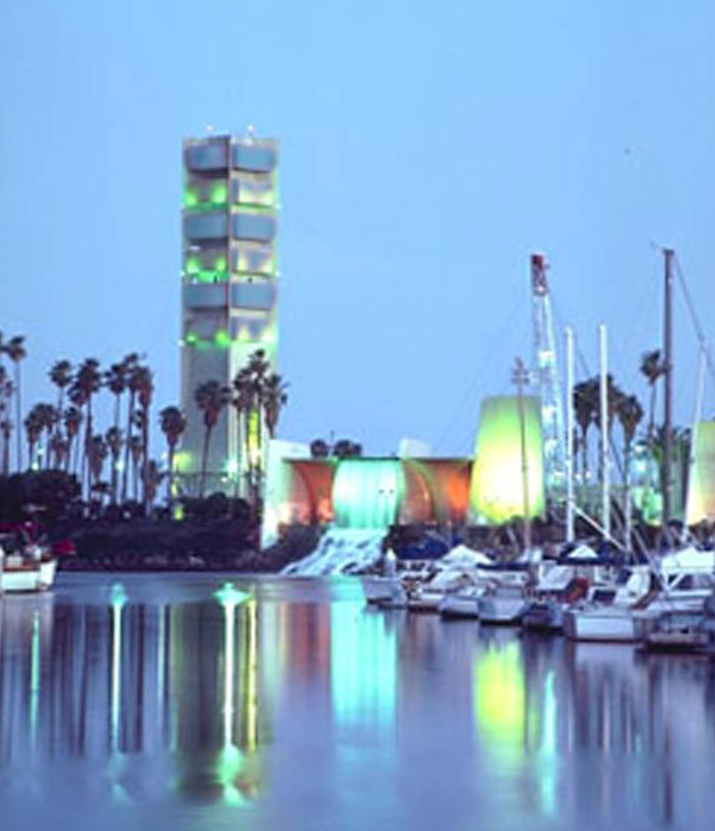
Long Beach Olympic Harbour.

| Pl.   | Nation         | Guld | Silver | Brons | Totalt |
| ----- | -------------- | ---- | ------ | ----- | ------ |
| 1     | USA            | 3    | 4      | 0     | 7      |
| 2     | Nya Zeeland    | 2    | 0      | 1     | 3      |
| 3     | Nederländerna  | 1    | 0      | 0     | 1      |
| 3     | Spanien        | 1    | 0      | 0     | 1      |
| 5     | Kanada         | 0    | 1      | 2     | 3      |
| 6     | Brasilien      | 0    | 1      | 0     | 1      |
| 6     | Västtyskland   | 0    | 1      | 0     | 1      |
| 8     | Australien     | 0    | 0      | 1     | 1      |
| 8     | Frankrike      | 0    | 0      | 1     | 1      |
| 8     | Italien        | 0    | 0      | 1     | 1      |
| 8     | Storbritannien | 0    | 0      | 1     | 1      |
| Total | Total          | 7    | 7      | 7     | 21     |

## Medaljfördelning

### Herrar
| Gren                   | Guld                       | Silver             | Brons               |
| Windglider Detaljer... | Stephan van den Berg (NED) | Scott Steele (USA) | Bruce Kendall (NZL) |

### Öppna klasser
| Gren                            | Guld                                     | Silver                                             | Brons                                             |
| Finnjolle Detaljer...           | Russell Coutts (NZL)                     | John Bertrand (USA)                                | Terry Neilson (CAN)                               |
| 470 Detaljer...                 | Spanien Luis Doreste Roberto Molina      | USA Steve Benjamin Chris Steinfeld                 | Frankrike Thierry Peponnet Luc Pillot             |
| Flygande Holländare Detaljer... | USA Jonathan McKee William Carl Buchan   | Kanada Terry McLaughlin Evert Bastet               | Storbritannien Jonathan Richards Peter Allam      |
| Tornado Detaljer...             | Nya Zeeland Rex Sellers Chris Timms      | USA Jay Glaser Randy Smyth                         | Australien Christopher Cairns John Scott Anderson |
| Starbåt Detaljer...             | USA Steven Erickson William Earl Buchan  | Västtyskland Joachim Griese Michael Marcour        | Italien Giorgio Gorla Alfio Peraboni              |
| Soling Detaljer...              | USA Ed Trevelyan Robbie Haines Rod Davis | Brasilien Torben Grael Daniel Adler Ronaldo Senfft | Kanada Hans Fogh Stephen Calder John Kerr         |